# Rechtsreduktion
Rechtsreduktion ist ein Begriff aus der Theoretischen Informatik und bezeichnet eine umgedrehte Rechtsableitung.

Beim Bottom-Up-Parsing werden keine Ableitungen vom Startsymbol der Grammatik aus zur Eingabe berechnet, sondern Reduktionen von der Eingabe zum Startsymbol. Im Zusammenhang mit LR(k)-Parsing spricht man deshalb bei einer umgedrehten Rechtsableitung 
 auch von einer Rechtsreduktion, bei der nach der Regel {\displaystyle A\rightarrow \beta } reduziert wurde.
- {\displaystyle \alpha } repräsentiert den Parse-Stack unterhalb des Handles.
- {\displaystyle \beta } ist das Handle.
- {\displaystyle w} ist der noch nicht abgearbeitete Teil der Eingabe.